# نزدک
نزدک (به انگلیسی: NASDAQ) یک بازار بورس سهام در ایالات متحده است.
این بازار در فهرست بورس‌های سهام از نظر ارزش بازار دومین رتبه را در بازار معاملهٔ الکترونیک سهام؛ پس از بورس نیویورک، داراست. نزدک با حضور بیش از ۳۳۲۱ شرکت در آن، بیشترین میانگین تعداد سهام فروخته شده در روز را در میان سایر بورس‌های ایالات متحده نسبت به هر بازار بورس دیگری در جهان دارد.

## تاریخچه
این بازار در هشتم فوریه سال ۱۹۷۱ توسط انجمن ملی معامله‌گران اوراق بهادار NASD پایه‌شده‌است.
NASDAQ در هشتم فوریه سال ۱۹۷۱ تأسیس شد. این بازار نزدیک به نیم قرن پیش توسط انجمن ملی معامله گران اوراق بهادار NASD پایه‌گذاری شد. تا سال ۱۹۸۷ اکثر معاملات از طریق تلفن انجام می‌شد اما در جریان حادثه اکتبر ۱۹۸۷ (اشاره به دوشنبه سیاه) بازاری‌ها به تلفن‌ها پاسخ نمی‌دادند و به همین دلیل سیستم انجام دستورهای کوچک که شیوه ای الکترونیکی برای وارد کردن معاملات معامله گران بود برقرار شد. در ادامه فعالیت این بازار، برای تسهیل معامله گری، یک سیستم کامپیوتری توسط نزدک ایجاد گردیده که آخرین قیمت‌های پیشنهادی خرید و فروش در بازار فرابورس و بازار اصلی را برای معامله گران و کارگزاران تهیه می‌نماید. نزدک هیچگونه تالار معاملاتی فیزیکی که خریداران و فروشندگان را گرد هم آورد، ندارد. همه معاملات در این شرکت از طریق شبکه‌های کامپیوتری یا تلفن انجام می‌گیرد.

## ریشه نامگذاری
نزدک مخفف National Association of Securities Dealers Automated Quotation به معنای سامانه اعلام قیمت خودکار انجمن ملی ‌معامله‌گران اوراق بهادار است.

## زمان داد و ستد
این بازار در دو بازه زمانی به دادوستد و فعالیت می‌پردازد. بورس نزدک در طول شبانه روز شش و نیم ساعت کاری را به خود اختصاص می‌دهد و از ساعت ۹ و ۳۰ دقیقه صبح به وقت محلی آمریکا (۱۸ به وقت تهران) تا ساعت ۱۶ به وقت محلی آمریکا (۳۰ دقیقه بامداد به وقت تهران) فعالیت خود را ادامه می‌دهد.

## موقعیت مکانی
این بازار بورس در ساختمان کنده ناست در نیویورک مرکزیت دارد و با بازار بورس نیویورک تفاوت دارد.

## کارگزاران
بازار بورس نزدک بیش از صدها کارگزار به صورت بین‌المللی دارد که به صورت مستقیم و غیر مستقیم (کارگزاران در لایه‌ها مختلف فعالیت دارند) می‌توانید سهام خود را خریداری کنید.
کارگزاری‌های متعددی که فعالیت دارند در کشورهای مهم جهان واقع شده‌اند ازجمله آمریکا، انگلستان، سوئیس، روسیه و …